# Selommes
Selommes – miejscowość i gmina we Francji, w Regionie Centralnym, w departamencie Loir-et-Cher.
Według danych na rok 1990 gminę zamieszkiwały 734 osoby, a gęstość zaludnienia wynosiła 26 osób/km² (wśród 1842 gmin Regionu Centralnego Selommes plasuje się na 527. miejscu pod względem liczby ludności, natomiast pod względem powierzchni na miejscu 386.).